# Russische Rückständigkeit

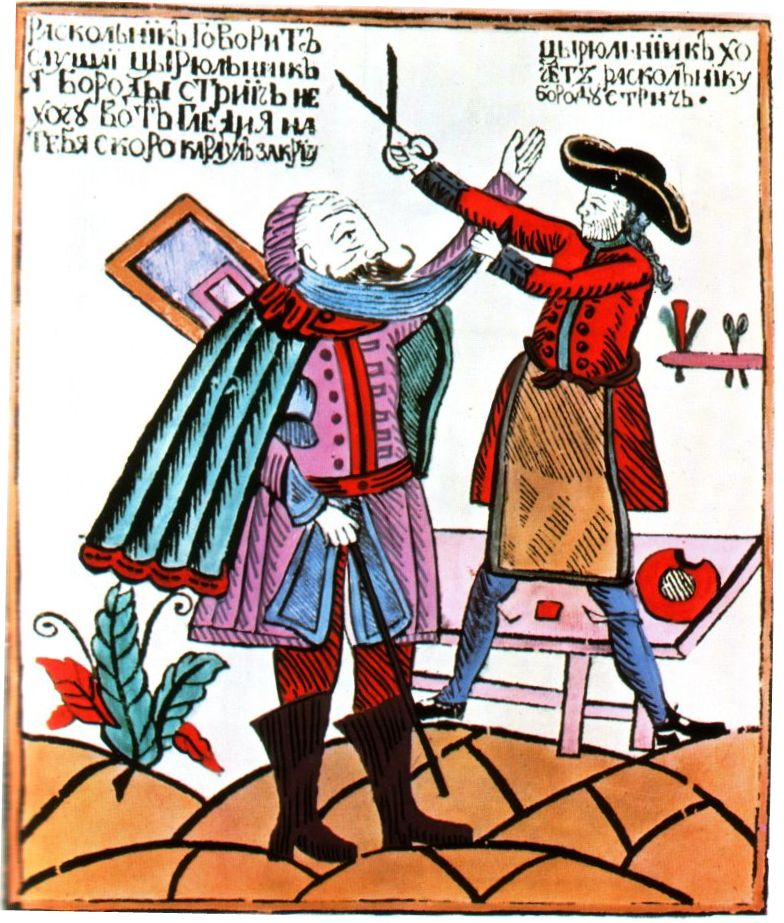
Karikatur auf die Reform Peters des Großen: Einem altgläubigen Russen wird der Bart abgeschnitten, Holzschnitt für ein Flugblatt, Ende 17. Jahrhundert

Russische Rückständigkeit (russisch Отсталость России Otstalost Rossii, Rückständigkeit Russlands) ist ein im Abendland entstandener und angeblich von dort aus verbreiteter Begriff. Er erschien in kulturellen, politischen und wirtschaftlichen Beziehungen zwischen Russland und Westeuropa während der letzten fünf Jahrhunderte. Der Begriff geht von einer zu erreichenden (begehrenswerten, vorbildlichen) Norm des fortschrittlichen Westeuropas aus, von der Russland abweicht. Somit wird dieses als verspätet, unterentwickelt und rückständig bezeichnet. Auch in Debatten und politischen Auseinandersetzungen innerhalb Russlands und der Sowjetunion wurde die Rückständigkeit als Argument gebraucht sowohl von Lenin, als auch aktuell im 20. und 21. Jahrhundert.

## Ursprung und Begriffsverwendung aus westlicher Sicht
Ursprünge für einen Rückständigkeitsbegriff lassen sich bereits ab dem Mittelalter in Westeuropa finden. Im 16. Jahrhundert wird der Begriff noch flexibel austauschbar mit Attributen wie barbarisch, nordisch und asiatisch bezeichnet. Die Verwendung kennzeichnet eine überhebliche Haltung westeuropäischer Reisender und Intellektueller in Verbindung mit kulturellen Missverständnissen (vgl. u. a. Siegmund von Herberstein).
Ausgebaut wurde das Konzept der russischen Rückständigkeit während der westeuropäischen Aufklärung im 18. Jahrhundert, wo es mit dem neuaufkommenden Osteuropa-Begriff das Gegenstück zum westeuropäischen Zivilisations- und Kulturbegriff bildet.
Der Begriff der „russischen Rückständigkeit“ wird rückblickend von einigen zeitgenössischen deutschsprachigen Historikern wie Manfred Hildermeier (2013) verwandt.

## Rückständigkeitsbegriff in der Debatte innerhalb Russlands bzw. der Sowjetunion
Innerhalb Russlands führte die Auseinandersetzung mit dem Rückständigkeitsvorwurf Westeuropas besonders unter Peter I. (Petrinische Reformen) und Katharina II. zu vielen Versuchen der „Europäisierung“, die in der Beschäftigung mit aus Westeuropa stammenden philosophischen Theorien, historischen Schriften, Staatsmodellen oder Utopien (u. a. Kant, Hegel, Schelling) ihre Anfänge fand.
1829 vertrat Pjotr Jakowlewitsch Tschaadajew die These der Rückständigkeit Russlands in seinem „ersten philosophischen Brief“, der erstmals 1836 veröffentlicht wurde. Die russischen Westler, zu denen Tschaadajew gehörte, führten die Rückständigkeit Russland als Argument für die Modernisierung Russlands nach westlichem Muster an, während ihre Gegner, die Slawophilen, einen eigenständigen Weg betonten.
1931 hielt Stalin auf der ersten Unionskonferenz der Funktionäre der sozialistischen Industrie eine Rede, in der er die historisch bedingte Rückständigkeit der Sowjetunion gegenüber ihren Feinden als zwingenden Grund für die Industrialisierung nannte. Dabei führte er die Niederlagen Russlands u. a. im Krimkrieg und im Russisch-Japanischen Krieg an, nicht jedoch im Ersten Weltkrieg. Das beschleunigte Aufholen einer Rückständigkeit der Sowjetunion gegenüber dem Westen auf den Gebieten der Industrie und des Militärs (nicht jedoch bei Aufklärung und Demokratie) bildete ein wesentliches Argumentationsmuster für die Entkulakisierung und die Industrialisierung der Sowjetunion.
2009 griff der damalige russische Präsident Dmitri Medwedew auf den Topos der Rückständigkeit zurück, indem er Russland in einem Kommentar für die Gaseta als „rückständig und korrupt“ bezeichnete. Damit bezog er sich auf die Wirtschaftsstruktur (Rohstoffabhängigkeit) ebenso wie auf die politische Kultur („niedrige Qualität der öffentlichen Diskussion“). Auch der Erste Vize-Ministerpräsident Russlands Igor Iwanowitsch Schuwalow nutzte diesen Topos 2012. Die Nachrichtenagentur RIA Novosti zitierte ihn wie folgt: „Die Rückständigkeit und die Unvollkommenheit des politischen Systems hatten eine übermäßige Einwirkung des Staates auf Wirtschaft, Korruption und Pressefreiheit zur Folge.“
Der Sankt Petersburger Soziologe Nikolai Wachtin sieht einen Zusammenhang zwischen „der öffentlichen Sprachlosigkeit der Russen und dem Fehlen freier Massenmedien“ und strich diesbezüglich heraus: „Hätten wir ein anderes Fernsehen (…), hätten wir bei uns auch eine ganz andere Staatlichkeit.“